# Antigas escritas das Filipinas

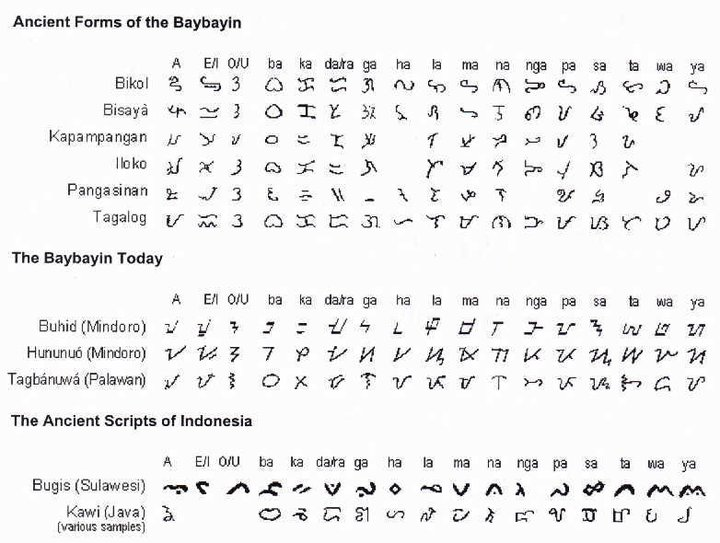
Várias Sulats das Filipinas

As Antigas escritas das Filipinas são sistemas de escrita desenvolvidos nas ilhas da hoje nação Filipinas por volta de 300 a.C. Tra-se de escritas relacionadas com sistemas usados no no Sudeste Asiático todos derivados da escrita brami do sul usadas para escrever os Éditos de Ashoka e que geraram a escrita Grantha, um tipo de grafia usada em escritas sobre folhas de palmas de nome  grantha durante a ascensão da Dinastia pallava no século V.

## Orígens
Isaac Taylor procurou mostrar que os sistemas de escrita, principalmente a escrita baybayin foi introduzido nas Filipinas a partir do litoral de Bengala por volta do século VIII. Visando mostrar essa relação, Taylor apresentou representações gráficas de letras de  Kistna e Assam usadas para os sons g, k, ng, t, m, h, u, que se parecem muito com as letras Baybayin.
Fletcher Gardner observou que as escritas Filipinas têm uma similaridade muito grande com os alfabetos Asoka, no que foi apoiado por T. H. Pardo de Tavera que também viu muitas semelhanças dos caracteres filipinos com inscrições Asoka. David Diringer, aceitando a visão de que os alfabetos do arquipélago da Indonésia se originaram na Índia, ponderousão os mais antigos exemplos de inscrições silábicas das Filipinas. Conforme Diringer, esses caracteres foram trazidos para o arquipélago via escrita Lontara (ou Buginesa) das Celebes (Sulawesi).   Essa escrita teria desaparecido no século V.
Para V.A. Makarenko, a influência dravidiana nas antigas escritas filipinas é de origem obviamente Tâmil, propondo assim uma nova teoria para a origem dessas escritas. Ele se baseou principalmente no trabalho de H. Otley Beyer, que defendeu a hipótese de que tais escitas chegaram às Filipinas  com a última das “seis ondas migratórias que passaram pelo arquipélago Filipino vindas do continente Asiático por volta de 200 a.C.”, constituída de Malaios e Dravidianos, “em especial dos Tâmeis da Península da Malásia, também daqueles de territórios adjacentes, da Indonésia e do sul da Índia”.

## Extinção
O uso da  Escrita baybayin da língua tagalo era significativo e disperso durante o século XV. Por volta do final do século XVI, estava, porém, quase inexistente e se extinguiu em definitivo no século seguinte. A incapacidade da antiga escrita para representar os novos sons intriduzidos pela língua castelhana introduzida pelos colonizadores, a rápida alfabetização no alfabeto latino com seus consequente ganhos em benefícios sociais e materiais, o fim das tradicionais antigas atividades familiares, foram as grandes causas do ocaso da escrita Tagalo.

## Remanescentes
As escritas Buhid , Hanunó'o e Tagbanwa são as únicas das escritas antigas que ainda sobrevivem, porém, com uso confinado a poemas e outras atividades literárias entre seus falantes nativos.Fontes para Computador dessa três escritas são disponíveis para plataformas IBM eMacintosh e se apresentam em dois estilos com base em amostras históricas e estilísticas. Fontes PostScript e TrueType, bem como um manual de apoio a essas escritas com um tutorial sobre como escrever com tais fonts estão inclusos no pacote.

## Características
A característica paleográfica mais interessante e peculiar das antigas escritas Filipinas é o fato de ser desenvolvida em linhas verticais de baixo para cima , com as linhas seguintes à direita. Além disso, quando os espanhóis tentaram usar a escrita para seus objetivos de implementar a religião Católica por meio, por exemplo, da impressão da Doctrina Cristiana em língua tagalo e sua escrita, a direção de escrita foi modificada e em consequência foi mudado também o eixo da escrito.. Essas mudanças foram descritas conforme segue:  "a direção da escrita segue da esquerda para a direita, com a linha seguinte sendo escrita abaixo da linha anterior; enquanto que o eixo dos símbolos foi girado em noventa graus, dentre os quais os símbolos para i e u em composição com qualquer consoante tiveram sua poisição mudada para acima e abaixo, respectivamente. Na posição tradicional (antiga),  i e u ficavam à direita e esquerda,  respectivamente da copnsoante com a qual se compunham."
Em termos gerais há duas características básicas perceptíveis nas antigas escritas Filipinas:
- Caracteres curvi-lineares: -
  - Tagbanwa
  - escrita baybayin (do Tagalog)
  - escrita baybayin (do iloko)
- Traço líneo-angular:
- Hanunó'o

As escritas encontradas na área Samar-Leyte conforme relatado por Alzina atendem as duas categorias – mostram características tanto lineo-angulares como curvi-lineares.

## Técnicas de escrita
Os primeiros Filipinos escreviam sobre diversos materiais: folhas, folhas de palmeira, casca de árvores, cascas de frutas, mas o material mais comum era de bambu. A ferramentas de escrita ou panulat eram pontas de facas ou prquenas peças de ferro. Sempre que as letras eram gravadas sobre o bambu essas eram cobertas com cinzas para torná-las mais duradouras. Estiletes agudos feitos de bambu era usados em conjunto com sumos coloridos de plantas para escritas em materiais mais delicados, como folhas.
Outras técnicas mais antigas de escrita já existiam  entre os Filipinos, datando do século IX d.C. A Placa de Cobre  Filipina (Laguna) – inscrita com letras marteladas sobre metal com uso de estiletes metálicos. As letras indicam golpes próximos e sobrepostos por efeito da ação dos martelos.